# Orden de familia de la reina Alejandra
La orden de familia de la reina Alejandra es una distinción fundada por Eduardo VII del Reino Unido, para que fuera otorgada por su consorte, la reina Alejandra.

## Historia
La madre e inmediata antecesora de Eduardo VII en el trono británico, Victoria, había fundado una orden de familia, la Real Orden de Victoria y Alberto, tomando su nombre y el de su consorte. La Orden de Victoria y Alberto se organizaba en distintas clases (según el rango y relación familiar de la princesa que la recibía con la propia Victoria), y sobre todo, porque podía ser otorgada a damas al servicio de esta reina.  

Un año después de su accesión al trono, en 1902, Eduardo VII decidió distribuir una orden de familia más parecida al modelo de la de Jorge IV, que contaría con una única clase reservada a princesas. A su vez este monarca británico creó una orden con el nombre de su mujer, que podía ser entregada a damas al servicio de la familia real británica, como ocurría con la última de las clases de la Real Orden de Victoria y Alberto. 

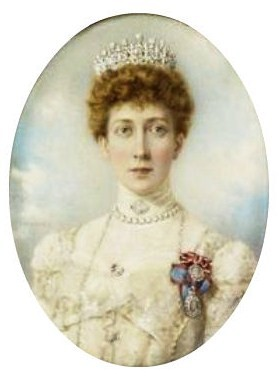
La hija primogénita de Eduardo VII y Alejandra de Dinamarca, Luisa luciendo la orden de la reina Alejandra, por encima de la orden de familia de Eduardo VII.

 Se conoce que recibió la decoración su hija, la princesa Luisa, duquesa consorte de Fife. Como en el resto de órdenes de familia, su carácter privado y su carencia de estructura formal hace que solo se conozcan sus miembros por documentos gráficos o fuentes indirectas.
El reinado de Eduardo VII es el único reinado en el Reino Unido en el que podían recibirse dos órdenes familiares, la de Eduardo VII, y la de la reina Alejandra.

## Descripción
Las insignias se componían de una miniatura circular representando los perfiles en busto y de perfil, tanto de Eduardo VII como de la reina Alejandra. En las miniaturas, Eduardo VII lleva uniforme de mariscal de campo y distintas órdenes; la reina Alejandra, traje de corte, gargantilla y corona. Las miniaturas eran obra de Johannes Zehngraf, quien también trabajaba para Fabergé. El resto de la insignia era realizado por Rowland & Frazer.
A su vez la miniatura estaba guarnecida de una decoración que alternaba perlas con cruces patadas en diamantes. 
La insignia pendía de un lazo. El lazo era rojo, con dos franjas blancas a cierta distancia del borde, los colores nacionales de Dinamarca, país de origen de la reina Alejandra.

### Individuales
1. ↑  «Princess Louise of Wales, Duchess of Fife (1867-1931)». Royal Collection. Consultado el 6 de agosto de 2022.
2. ↑  «Rowland & Frazer - Family Order of Queen Alexandra». Royal Collection (en inglés). Consultado el 6 de agosto de 2022.
3. ↑  «Badge of the Order of Victoria and Albert (third class)». Royal Collection. Consultado el 13 de noviembre de 2020.
4. ↑  Whitaker, Joseph (1848). An Almanack for the Year of Our Lord ... (en inglés). J. Whitaker. Consultado el 25 de junio de 2019.
5. ↑  «Badge of the Order of Victoria and Albert (first class) c. 1860-2». Royal Collection. Consultado el 13 de noviembre de 2020.
6. ↑  «Family Order of King Edward VII c.1901-10». Royal Collection. Consultado el 13 de noviembre de 2020.